# Terapia de linfocitos T con CAR
La terapia de linfocitos T con CAR o terapia con receptor de antígeno quimérico, también llamada CAR-T, acrónimo del inglés Chimeric Antigen Receptor T-Cell therapies, es un tipo de inmunoterapia que se emplea en el tratamiento del cáncer. La técnica consiste en retirar de la sangre del paciente varios millones de linfocitos T, manipularlos genéticamente y replicarlos en el laboratorio para posteriormente volvérselos a administrar al paciente mediante infusión en vena. Es un procedimiento muy costoso que se ha aplicado como terapia de la leucemia, linfoma y mieloma múltiple con éxito. Se están realizando investigaciones y ensayos clínicos para el tratamiento de tumores sólidos (cáncer gástrico, cáncer de páncreas y glioblastoma, entre otros) . 

## Proceso
Se realiza mediante diferentes pasos.
- Extracción de células T. Se extraen células T del paciente a través de un proceso llamado leucoféresis.
- Modificación genética: En el laboratorio, las células T se modifican genéticamente para incorporarles un receptor  de antígeno quimérico (CAR). Este receptor les permite reconocer y atacar las células cancerosas.
- Expansión celular: Las células modificadas se multiplican en el laboratorio.
- Infusión al paciente: Las células modificadas se administran al paciente mediante infusión intravenosa.
- Acción. Las células T administradas reconocen los antígenos específicos en las células cancerosas y las destruyen.

## Desarrollo y comercialización
El método fue comercializado inicialmente en Estados Unidos por Novartis, está autorizado en Europa y en España desde 2019. Algunos de los retos que plantea su desarrollo y comercialización son el coste elevado del tratamiento (entre 300.000 y 500.000 euros), el tiempo de producción (entre 2-4 semanas, críticas para pacientes con enfermedades agresivas), requiere de infraestructura especializada y puede presentar efectos adversos tales como el síndrome de liberación de citoquinas (CRS). 

## Terapias

### Tisagenlecleucel
El Ministerio de Sanidad, Consumo y Bienestar Social de España aprobó en 2019 Kymriah (tisagenlecleucel) para dos indicaciones: tratamiento de pacientes de hasta 25 años con leucemia linfoblástica aguda (LLA) de células B, y para pacientes adultos que padezcan linfoma B difuso de células grandes (LBDCG).

### Axicabtagén ciloleucel
En 2019 fue aprobado axicabtagén ciloleucel (Yescarta), su coste aproximado son 300 000 euros. Está indicado para pacientes adultos con linfoma B difuso de células grandes en recaída o refractario y linfoma primario mediastínico de células B grandes (un tipo raro de Linfoma de células B) tras el fracaso de dos o más líneas de tratamiento anterior.

### Obecabtagene autoleucel
Obecabtagene autoleucel está indicado en pacientes adultos afectos de leucemia linfoblástica aguda recidivante o resistente a otros tratamientos. Fue aprobado en noviembre de 2024 por la FDA de Estados Unidos.

### CAR-T ARI-0001
En febrero de 2021 la Agencia Española del Medicamento aprobó la terapia cart-T ARI-0001 desarrollada por el Hospital Clínico y Provincial de Barcelona. Es el primer tratamiento cart-T desarrollado en Europa. Está indicado para leucemia linfoblástica aguda
La terapia CAR-T ARI-0001 comenzó a investigarse en 2011 por el Hospital Clínico de Barcelona y no ha dependido de ninguna farmacéutica. Toda la investigación y desarrollo y financiación han sido públicos y la solidaridad colectiva. Por esta razón se comercializará sin ánimo de lucro y su coste no superará un tercio del coste de las opciones farmacéuticas, es decir, será menor de 100 000 euros.

### CAR-T ARI-0002
En julio de 2024 la Agencia Española de Medicamentos y Productos Sanitarios (AEMPS) autorizó el uso de CAR-T ARI-0002 desarrollada por el Hospital Clínico y Provincial de Barcelona. Se trata de un medicamento de terapia avanzada no industrial destinado a pacientes con mieloma múltiple en recaída o que no responden a tratamientos tradicionales. 
La terapia está dirigida a la proteína (o antígeno) BCMA, presente en las células del mieloma. En los ensayos clínicos realizados a 60 pacientes de entre 18 y 75 años, se observó una tasa de respuesta del 95% y un perfil de seguridad favorable. 

### Brexucabtagene autoleucel
Brexucabtagene autoleucel está indicado en el linfoma de células del manto y leucemia linfoblástica aguda.

### Lisocabtagene maraleucel
Lisocabtagene maraleucel ha sido aprobado para tratar el linfoma de células B grandes en recaída o refractario.

### Idecabtagene vicleucel
Idecabtagene vicleucel está indicado en el tratamiento del mieloma múltiple. 

### Ciltacabtagene autoleucel
Ciltacabtagene autoleucel está indicado en el tratamiento del mieloma múltiple.